# Паксе (аэропорт)
Международный аэропорт Паксе (ИАТА: PKZ, ИКАО: VLPS) — один из немногих международных аэропортов в Лаосе. Расположен в городе Паксе на юге страны.

## Facilities
Аэропорт работает с 1959 года, и открылся после реновации в 2009 году. Был открыт новый командно-диспетчерский пункт, а внешний вид здания терминала был разработан, чтобы имитировать архитектуру Лансанга, которую можно видеть в лаосских храмах.
Кроме обслуживания пассажирских рейсов, аэропорт также используется как военная база. Рядом со зданием аэровокзала располагаются бараки Народных вооруженных сил Лаоса и штаб 4-го военного региона. Аэропорт служит базой Народных осободительных воздушных сил Лаоса.

## Аварии и катастрофы
- 16 октября 2013 года — ATR 72–600, выполнявший рейс 301 Lao Airlines, упал в реку Меконг вблизи Паксе из-за плохой погоды и ошибки пилота. Погибли все 49 человек на борту.